# Wahid Gordji
Wahid Gordji (persan : وحید گرجی), né le 6 mai 1960 à Niavaran (Téhéran), est un diplomate iranien, impliqué dans la « guerre des ambassades » entre la France et l'Iran à la fin de l'année 1987.

## L'affaire Gordji
Au début de l'affaire, Wahid Gordji est officiellement simple traducteur à l'ambassade d'Iran à Paris, mais officieusement numéro deux de cette ambassade. Sans disposer de l'immunité diplomatique, il travaille à la normalisation des relations entre les deux pays avec le Quai d'Orsay.
Dans le cadre de son enquête sur la série d'attentats de 1985-1986 (dont l'attentat de la rue de Rennes), le juge d'instruction Gilles Boulouque souhaite entendre Wahid Gordji, qui a fréquenté Mohamed Mouhajer et Fouad Ali Saleh.
Le juge demande son audition le 2 juin 1987. Le lendemain, les policiers ne le trouvent pas à son domicile : Wahid Gordji s'est réfugié à l'ambassade d'Iran, qui est mise sous surveillance. Le 2 juillet, l'affaire est rendue publique par les Iraniens au cours d'une conférence de presse. Ils affirment qu'un diplomate français, Didier Destremau, l'a prévenu à temps. Le 13 juillet, Jacques Chirac, alors Premier ministre, prévient les Iraniens que Wahid Gordji ne pourra rentrer en Iran qu'après avoir été entendu par la justice.
Le 14 juillet, les diplomates français à Téhéran sont traités de la même manière, ce qui provoque le 17 la rupture des relations diplomatiques entre les deux pays.
Entre-temps, l'instruction a démontré que les éléments à charge contre Gordji étaient presque inexistants,. Charles Pasqua, qui négocie avec les Iraniens le sort des otages français détenus au Liban par le Hezbollah, souhaite proposer Wahid Gordji comme monnaie d'échange. Le 28 novembre, deux otages, Roger Auque et Jean-Louis Normandin, sont libérés par le Hezbollah. Le lendemain, Wahid Gordji est entendu par le juge Gilles Boulouque qui, avec l'accord du procureur de la République de Paris, Michel Raynaud, ne retient aucune charge contre lui. Il est immédiatement expulsé vers l'Iran. Ce dénouement déclenche de vives critiques dans certains journaux et chez les partis de gauche.

## Suites de l'affaire
Cet échange est le sujet d'une vive controverse entre Jacques Chirac et François Mitterrand, durant le débat télévisé du second tour de l'élection présidentielle de 1988. Au cours de ce débat, le président sortant, François Mitterrand, affirme « dans les yeux » que son Premier ministre de cohabitation, Jacques Chirac, lui aurait dit avoir des preuves de la culpabilité de Wahid Gordji, ce que Jacques Chirac nie.
Le 18 septembre 1989, lors d'une conversation avec le journaliste Franz-Olivier Giesbert, François Mitterrand avouera que Jacques Chirac ne lui avait jamais tenu les propos qu'il lui avait imputés lors du débat, : « Je n'ai jamais entendu Chirac affirmer que le dossier Gordji était « écrasant ». Ce sont ses ministres Pasqua et Pandraud qui me l'ont dit. Pas lui. »
Jean-Bernard Raimond, qui était le ministre des Affaires étrangères dans le gouvernement Chirac, affirme que dans cette affaire « c'est Mitterrand qui disait vrai ». Il relate pourtant une réunion tenue à l'Élysée le 2 juillet 1987 au cours de laquelle Jacques Chirac, Charles Pasqua, Robert Pandraud et lui-même évoquent l'affaire Gordji avec François Mitterrand et ses collaborateurs. Au cours de cette réunion, il entendit Robert Pandraud s'adresser au président de la République en ces termes : « Monsieur le Président, l'ennui dans tout cela c'est que le dossier Gordji est vide ! » Ce témoignage est corroboré par Jacques Attali, qui ajoute que, lors de cette réunion, « décision fut prise d'organiser l'audition de Gordji par le juge au Palais de justice, puis, si rien n'était retenu contre lui, de l'expulser ». L'ancien magistrat Alain Marsaud, qui instruisit avec Gilles Boulouque le dossier des attentats de 1985-86, et les journalistes Charles Villeneuve et Patrice de Méritens, indiquent eux aussi que François Mitterrand avait été informé dès le début de l'affaire « de l'effondrement des charges pesant sur Gordji ».
Le juge Gilles Boulouque, dont l'indépendance avait également été mise en cause par une partie de la presse, ainsi que par le Parti socialiste et par le Syndicat de la magistrature, se suicide le 13 décembre 1990.
En 1994, Wahid Gordji, devenu homme d'affaires, demande au ministre des Affaires étrangères, Alain Juppé, la levée de son interdiction d'entrée sur le territoire français, laquelle nuisant à ses activités.

## Inspiration
L'affaire Gordji est retracée dans un téléfilm de Guillaume Nicloux, intitulé L'Affaire Gordji : Histoire d'une cohabitation, et diffusé en première partie de soirée le 4 juin 2012 sur Canal+.

## Sources
1. ↑  Serge Raffy, « L'interrogatoire de Wahid Gordji », Le Nouvel Observateur, no 1206,‎ 18 décembre 1987, p. 44–46 (lire en ligne).
2. ↑  Péan 1987.
3. 1 2  Camille Le Pomellec, « Attentats de 1986 : la guerre cachée », série documentaire La Case du siècle sur France 5, 11 novembre 2012.
4. ↑  « France : Les démons de l'islamisme (42) », Aujourd'hui le Maroc, 25 janvier 2005.
5. ↑  Alain Marsaud, Avant de tout oublier, Paris, Denoël, coll. « Impacts », 2002, 252 p. (ISBN 2-207-25336-8).
6. ↑  « Les justifications du juge Boulouque », Le Monde, 2 décembre 1987.
7. ↑  Franz-Olivier Giesbert, Le Président, Paris, Éditions du Seuil, 1990, 394 p. (ISBN 2-02-012089-5).
8. ↑  Franz-Olivier Giesbert, Derniers carnets : Scènes de la vie politique en 2012 (et avant), Paris, Flammarion, 2012, 203 p. (ISBN 978-2-08-128256-8).
9. 1 2  Jean-Bernard Raimond, Le regard d'un diplomate sur le monde : Les racines des temps nouveaux, 1960-2010, Paris, Le Félin, coll. « Les Marches du temps », 2010, 165 p. (ISBN 978-2-86645-724-2), p. 87.
10. ↑  « Quinze jours de rebondissement », Le Monde, 18 juillet 1987.
11. ↑  Jacques Attali, C'était François Mitterrand, Paris, Fayard, 2005, 446 p. (ISBN 2-213-62740-1).
12. ↑  Alain Marsaud, Face à la terreur : entretiens avec Serge Raffy, Paris, Fayard, 2007, 229 p. (ISBN 978-2-213-63241-4).
13. ↑  Patrice de Méritens et Charles Villeneuve, Les masques du terrorisme, Paris, Fixot et Édition n°1, 1991, 267 p. (ISBN 2-87645-115-8).
14. ↑  « Gordji à la Une », Jeune Afrique, no 1725,‎ 27 janvier au 2 février 1994.

- Serge Raffy et Charles Villeneuve, « L'histoire secrète d'une escalade », Le Nouvel Observateur, no 1185,‎ 24 juillet 1987, p. 25–27 (lire en ligne).
- Pierre Péan, La Menace, Paris, Fayard, 1987, 306 p. (ISBN 2-213-02087-6, lire en ligne), chap. XIII (« Gordji »)